# Winterville (Maine)
Winterville est une ville située dans l’État américain du Maine, dans le comté d’Aroostook. 